# 10 000 Hz Legend
10000 Hz Legend, pubblicato nel 2001, è il secondo album del gruppo musicale francese AIR.

## Tracce
Tutti i brani sono di Jean-Benoît Dunckel e Nicolas Godin, tranne dove indicato.
1. Electronic Performers – 5:36
2. How Does It Make You Feel? – 4:37
3. Radio #1 – 4:22
4. The Vagabond ((Beck Campbell - Jean-Benoît Dunckel, Nicolas Godin) feat. Beck) – 5:37
5. Radian – 7:37
6. Lucky and Unhappy – 4:31
7. Sex Born Poison (suGar Yoshinaga - Jean-Benoît Dunckel, Nicolas Godin) – 6:18
8. People in the City – 4:57
9. Wonder Milky Bitch – 5:50
10. Don't Be Light – 6:19
11. Caramel Prisoner – 4:58
12. The Way You Look Tonight (bonus track presente solo nell'edizione giapponese) – 3:46

## Singoli
- 2001 – Radio #1

## Formazione
- Nicolas Godin – sintetizzatore, basso
- Jean-Benoît Dunckel – sintetizzatore
- Beck – voce in The Vagabond
- Buffalo Daughter – voce in Sex Born Poison